# Condado de Bullock
O Condado de Bullock é um dos 67 condados do estado norte-americano do Alabama. De acordo com o censo de 2022, sua população é de 10.202 habitantes. A sede de condado e sua maior cidade é Union Springs. O condado foi fundado em 1866 e o seu nome provém do militar Edward C. Bullock (1822–1861), político e oficial na Guerra Civil Americana.

## História
O condado foi estabelecido por um ato da legislatura estadual de 5 de Dezembro de 1866, integrando áreas desmembradas dos condados de Barbour, Macon, Montgomery e Pike. Seus limites foram alterados em Fevereiro de 1867, ano em que Union Springs foi escolhida como sede do condado.
Anteriormente à chegada dos colonos, o futuro condado foi habitado pelos índios Creek, tendo estes o cedido em virtude do Tratado de Fort Jackson (1814); a remoção completa dos creeks se deu após o ano de 1830.
De 1818 até meados de 1830, os colonizadores se alocaram na área e, pela produção de algodão, tornaram-na uma das mais ricas do estado.
O condado foi devastado pela Guerra Civil. Sua outrora população escrava - em torno de 7% da população - sustentava a produção do condado, porém, com o advento da emancipação houve um acentuado declínio na economia. Encerrada a guerra, dois libertos foram eleitos, porém, ao fim da Reconstrução, a população negra foi duramente restringida e segregada.
No ano de 1877, com a migração do besouro do algodão vindo do México, a economia da região posteriormente entrou em recessão; uma parte significante da área de produção de algodão foi convertida em um local de competição de cães de caça e em uma reserva de caça.

## Geografia
De acordo com o censo, sua área total é de 1,621 km², destes sendo 1,610 km² de terra e 6 km² de água.
Anteriormente à colonização, a área do condado era deveras florestada; ainda hoje se mantém uma grande cobertura vegetal, cujo remanescente continua a ser derrubada para o uso agrícola e urbanístico. As colinas da cordilheira Chunnenugga bifurcam o condado no sentido leste-oeste. Ela forma a bacia do rio Tallapoosa, ao norte, que corre em direção ao Sul, para o Golfo do México, incluindo o Rio Conecuh, que flui pelo extremo oeste da Flórida para então atingir o Golfo. O ponto mais alto desta cordilheira (com aproximadamente 200 metros) fica a aproximadamente 5 km  de Sehoy Lake.

### Condados Adjacentes
- Condado de Macon - norte
- Condado de Russel - nordeste
- Condado de Barbour - sudeste
- Condado de Pike - sudoeste
- Condado de Montgomery - oeste

## Transportes

### Principais rodovias
- U.S. Higway 29
- U.S. Highway 82
- State Route 51
- State Route 110
- State Route 197
- State Route 239

### Aeroportos
- Aeroporto Franklin Field, aeroporto público do condado, a 8,4km da sede do condado.

## Demografia
De acordo com o censo de 2022:
- População total: 10.202 habitantes
- Densidade: 6,5 hab/km²
- Residências: 4.588
- Famílias: 3.419
- Composição da população:
  - Brancos: 27,1%
  - Negros: 69,5%
  - Nativos americanos e do Alaska: 0,9%
  - Asiáticos: 0,3%
  - Nativos havaianos e outros ilhotas do pacífico: 0,8%
  - Duas ou mais raças: 1,4%
  - Hispânicos ou latinos: 9,1%

## Comunidades

### Cidades
- Union Springs (sede)

### Vilas
- Midway

### Áreas censitárias
- Fitzpatrick

### Comunidades não-incorporadas
- Aberfoil
- Blues Old Stand
- Corinth
- High Ridge
- Inverness
- Perote
- Scottland
- Smut Eye
- Thompson

### Cidades-fantasma
- Suspension